# لاک‌پشت بینی‌خوکی
لاک‌پشت بینی‌خوکی (Carettochelys insculpta) یا لاک‌پشت رودخانۀ فلای گونه‌ای از لاک‌پشت‌ها است که بومی استرالیا و جنوب گینه نو می‌باشد. این لاک‌پشت در آب شیرین زندگی کرده و صورتش مشابه خوک است.
رنگ لاک این جانور خاکستری یا زیتونی بوده و پاهایش مشابه لاک‌پشت‌های دریایی به صورت پارویی تکامل پیدا کرده است.